# Gumuțeasca
Gumuțeasca sau Gomuțeasca (uneori denumită limba gumuțesească, sau limba de sticlă) este un argou (o formă de vorbire vorbită de un grup de oameni, pentru a preveni străinii din a o înțelege) folosită exclusiv în comuna Mărgău din județul Cluj, România. Mărgăuenii au lucrat în mod tradițional sticla de secole, făcând oglinzi, ferestre, icoane și vânzându-le în alte părți ale țării, cum ar fi Bucureștiul, Brăila sau Constanța .    Mărgăuenii rătăceau prin toată țara pentru a-și exercita meseria,  și pentru a se avertiza unii pe alții de eventuale persoane periculoase, în drum spre orașe,  sau pentru a putea pune preț la produsele lor din sticlă fără ca cei din afară să fie capabili să-i înțeleagă,  au inventat o formă de vorbire pe care numai ei o puteau înțelege: Gumuțeasca.  
Deși Gumuțeasca se vorbește de mai bine de 100 de ani  și s-a transmis din generație în generație , astăzi puțini oameni continuă să o vorbească. Asta pentru că practicarea profesiei tradiționale a Mărgăului a fost redusă considerabil și pentru că o parte din populația locală a părăsit locul.  Apariția geamurilor termopan și a firmelor producătoare de sticlă i-a făcut și pe mărgăuani să piardă clienți.  Unii lingviști, din județul Cluj, au definit argoul drept „argou profesional rural”, care ar fi singurul de acest tip cunoscut în România. Gheorghe Braica, fost protopop de Cluj-Napoca și originar din Mărgău, a explicat în Monografia Mărgăului că Gumuțeasca s-a dezvoltat pentru prima dată la baza Munților Apuseni, iar de acolo s-a răspândit în satele din apropiere. 
Gumuțeasca are mii de cuvinte și un vocabular bogat, foarte diferit de limba română standard.  Câteva exemple de argot sunt:   
- Tălăuz ("sticlă").[3]
- Munuc ("băi").[3]
- Munuc, s-asface spurav! ("Fii atent că e om rău!").[1][2]
- Munuc, s-asface deapsă! ("E un om bun!").[1]
- Munuc, atină gădineală! ("Să ceri mâncare!").[1]
- Tălăuzești? ("Înțelegi?" "Vorbești gumuțeasca?").[1][3]

## Linkuri externe
- Video despre Gumuțeasca pe YouTube

Format:Eastern Romance languages and dialects